# 市棚站
市棚站（日语：／ Ichitana eki */?）是位於宮崎縣延岡市，九州旅客鐵道（JR九州）的日豐本線車站。此站是日豐本線從福岡縣的（小倉站）起點起，首個進入宮崎縣內的車站，亦是宮崎縣最東和最北方的車站。另外，在此站與宗太郎站之間跨越大分縣與宮崎縣的縣邊界，以及JR九州大分分社和宮崎分社的邊界。此站起以南的宮崎縣內車站的均由宮崎分社管轄。
自2018年3月17日時間表修正後，現時只提供上行2班，下行1班的普通列車。

## 車站構造
現時採用簡易車站模式，不設站房。站房在2003年前曾經存在過，但已拆去，部份用地用作改建為男、女獨立式洗手間，而背面則變成為有蓋候車亭及設置了一張候車長櫈。但不與側式月台連接。

### 舊站房
木建單層小型站房一座。

### 月台
設有側式月台及島式月台各1個，共提供2面3線的配置。月台之間以行人天橋連接，其中島式月台長度為130米，側式月台則最少長100米。
1號月台向宗太郎方向設有一座以水泥建成的單層信號控制室。
| 月台 | 路線      | 上下行 | 方向     | 備註                       |
| ---- | --------- | ------ | -------- | -------------------------- |
| 1    | ■日豐本線 | 上行   | 佐伯方向 | 每天兩班，06:35及20:27開出 |
| 2    | ■日豐本線 | 下行   | --       | 特急、貨運列車通過         |
| 3    | ■日豐本線 | 下行   | 延岡方向 | 只開07:03一班              |

## 歷史
- 1923年：

- 7月1日：鐵道省宮崎本線由日向長井延伸至本站。
- 12月15日：宮崎本線由本站伸延至豐州本線的重岡，並於豐州本線統合稱為「日豐本線」。

- 1987年4月1日：隨國鐵分割民營化，車站由九州旅客鐵道（JR九州）營運。
- 1996年6月1日：隨著宮崎綜合鐵道事業部（日语：宮崎総合鉄道事業部）成立，車站從大分分社（日语：九州旅客鉄道大分支社）改為鹿兒島分社（日语：九州旅客鉄道鹿児島支社）管理。與宗太郎站之間移設分社邊界。
- 2017年：

- 9月19日：因颱風泰利的影響，使路線在9月17日起暫停營運，臼杵站至延岡站之間不通，佐伯站至延岡站之間開設代行巴士。
- 9月20日：本站至延岡站之間重開。代行巴士改為佐伯站至本站之間。
- 9月25日：佐伯站至本站之間重開，代行巴士停止運行。

- 2022年4月1日：隨宮崎綜合鐵道事業部改組，並且昇格為宮崎支社（日语：九州旅客鉄道宮崎支社），車站管理權由宮崎支社承繼[10]。

## 使用狀況
以下為近年1日平均乘車人次，由2016年度起本站再沒有使用人數紀錄。
| 年度   | 1日平均 乘車人次 |
| ------ | ---------------- |
| 1996年 | 34               |
| 1997年 | 28               |
| 1998年 | 22               |
| 1999年 | 18               |
| 2000年 | 17               |
| 2001年 | 15               |
| 2002年 | 13               |
| 2003年 | 15               |
| 2004年 | 21               |
| 2005年 | 20               |
| 2006年 | 21               |
| 2007年 | 23               |
| 2008年 | 20               |
| 2009年 | 19               |
| 2010年 | 15               |
| 2011年 | 14               |
| 2012年 | 12               |
| 2013年 | 16               |
| 2014年 | 16               |
| 2015年 | 13               |

## 車站周邊
車站後方設有國道10號，車站前方為舊道。在國道10號上設有商店。
- 市棚簡易郵局

## 相鄰車站
九州旅客鐵道
■日豐本線
宗太郎－市棚－北川

## 外部連結
- JR九州市棚站 （页面存档备份，存于）